# Mistrzostwa Europy Juniorów Młodszych w Lekkoatletyce 2021
3. Mistrzostwa Europy U18 Lekkoatletyce – zawody lekkoatletyczne, które miały odbyć się na Stadio Raul Guidobaldi w Rieti (Włochy) pomiędzy 16 i 19 lipca 2020 roku, ale z powodu pandemii COVID-19 zostały najpierw przeniesione na sezon 2021, a ostatecznie odwołane.
Rieti oraz węgierskie miasto Győr chciały zorganizować mistrzostwa juniorów młodszych w roku 2018. 23 kwietnia 2016 roku obradująca w Amsterdamie Rada European Athletics zdecydowała, że zawody w 2018 roku zorganizuje Győr, a imprezę dwa lata później Rieti. 
W marcu 2020 roku, w związku z pandemią COVID-19 we Włoszech zawody zostały odwołane. Na początku maja 2020 roku Rada European Athletics postanowiła, że zawody ostatecznie zostaną nie odwołane, a przeniesione na kolejny rok. W czerwcu 2020 roku ogłoszono, że zawody odbędą się pomiędzy 26 i 29 sierpnia 2021 roku. 
1 kwietnia 2021 roku European Athletics poinformowało, że z powodu trwającej pandemii zawody zostały odwołane.